# Matthew Wilson (militar)
Sir Matthew John Anthony Wilson (2 de octubre de 1935-5 de diciembre de 2019), Bt; OBE; MC fue un oficial del Ejército Británico con experiencia en los conflictos de  Adén, Borneo, Chipre e Irlanda del Norte y que prestó servicios en Malasia, Pakistán y Hong Kong. Se desempeñó como comandante de la 5.ª Brigada de Infantería británica durante la Guerra de Malvinas.
Fue condecorado con la Orden del Imperio Británico y la Cruz Militar por su valentía.

## Vida privada
Wilson nació el 2 de octubre de 1935 en Londres, Inglaterra. Era hijo de Anthony Wilson y Margaret Holden. Pasó sus primeros años en Europa antes de mudarse a Estados Unidos a los 11 años. Fue educado en Trinity College School, Port Hope, Ontario.
Regresó a Inglaterra para hacer su servicio nacional, después de lo cual fue seleccionado para asistir a la Royal Military Academy Sandhurst, comenzando su carrera militar de 28 años en el The King's Own Yorkshire Light Infantry. Es la cuarta generación de su familia que sirvió en el ejército británico.
Se casó con Janet Mary en 1962 a quién había conocido cuando estaba en la Escuela de Infantería en Hythe (Kent). Su casamiento lo hizo en la Catedral de Canterbury. Fruto de ese matrimonio nació su hijo Edward (quien también sirvió en el mismo regimiento) y su hija Victoria.

## Carrera Militar
Wilson fue comisionado en la Infantería Ligera de Yorkshire del Rey (KOYLI) en octubre de 1956. Se unió al Primer Batallón que en ese momento estaba estacionado en Nicosia - Chipre en funciones operativas durante la campaña contra la EOKA.
En 1958, el batallón se trasladó a BAOR, inicialmente con base en Sennelager y luego en Hilden. Posteriormente pasó a ser instructor en la Escuela de Infantería en Hythe y se reincorporó al Campamento Terendak en Malaya como RSO en 1963 durante la confrontación de Indonesia. Se mudó con el batallón a Tidworth desde donde la unidad hizo una gira de emergencia en Adén. Dejó el batallón en 1966 para convertirse en ayudante de infantería ligera en Shrewsbury.
Wilson fue a la Escuela de Estado Mayor de Pakistán en Quetta y volvió para convertirse en Oficial de Operaciones en el comando de Irlanda del Norte. En ese entonces fue cuando estalló el conflicto teniendo la responsabilidad de establecer una sala de operaciones. Fue galardonado con el MBE por su trabajo allí.
Fue ascendido a mayor en 1970. En 1971, el batallón se desplegó en el condado de Armagh. Su Compañía A se desplegó en una base en Newry para restablecer el orden. Fue condecorado con la Cruz Militar por su valentía.
Ascendido a teniente coronel en 1975, estuvo al mando de la 1.ª Infantería Ligera en Irlanda del Norte y Hong Kong. Su MBE luego se actualizó a OBE.
Regresó a Gran Bretaña para convertirse en Oficial de Operaciones del Comando de Irlanda del Norte, un puesto para el que estaba bien preparado con su experiencia de operaciones en el lugar.
Promovido a Coronel, Wilson fue enviado al Estado Mayor (Operaciones Militares) en el Ministerio de Defensa.
Al ascender a general de brigada, fue nombrado comandante de la 5.ª brigada de infantería y sirvió con éxito en la campaña de las Islas Malvinas. Se retiró en enero de 1983.

## Vida privada luego de su retiro militar
Durante 1983/84 fue Director de Wilderness Foundation UK, una organización diseñada para permitir a los participantes explorar la naturaleza africana.
Después de su retiro, se mudó junto a su señora a una casa ubicada en un valle boscoso cerca de Woodstock, Vermont, EE. UU. Luego, hizo construir un barco en Devon durante un período de tres años, antes de navegar este pequeño catamarán de 27 pies a través del Atlántico hasta Júpiter, Florida, donde él y Janet tienen un pequeño apartamento con vista a un puerto deportivo. Este viaje lo llevó a su primer libro, “Taking Terrapin Home” y a los 10 inviernos que pasó a bordo en las Bahamas, escribiendo “La guía de crucero a las Bahamas”. Luego se escribieron más libros y se dieron conferencias sobre cruceros que permitieron viajar por todo el mundo. Extenso explorador aventurero, buzo y piloto, podía cautivar al público al contar sus hazañas. Era un hombre de excepcional intelecto y humor con la capacidad de vivir la vida al máximo.
El brigadier Wilson murió en Vermont, EE. UU., después de una larga enfermedad soportada con valentía, el 5 de diciembre de 2019 a la edad de 84 años.